# 北村真平
北村 真平（きたむら しんぺい、1984年10月11日 - ）は、朝日放送テレビ（ABC）のアナウンサー。
朝日放送ラジオが加盟するJRNおよび、JNN加盟局 の優秀なアナウンサーを表彰するアノンシスト賞で、2017年度にCM部門の最優秀賞を受賞した。

## 来歴・人物
京都府京都市西京区・洛西ニュータウン出身。父は大阪府出身で自動車メーカー社員を経て脱サラ、母は佐賀県出身。兄がいる。身長174cm。京都府立洛西高等学校、神戸大学発達科学部卒業。大学時代は硬式庭球部に所属するかたわら、中学校・高校保健体育科の教員免許も取得している。　
学生時代は、通学で利用していた電車の車内において、1日につき4冊のペースで漫画を読破。年間では、約1000冊にも及んでいたという。神戸大学の学生時代には、漫画関係の編集者になることを志していたため、出版社への就職を考えていた。しかし、4年時の就職活動に納得がいかなかったことを理由に、自分の意思で卒業を1年延期。進路を考え直した末に、アナウンサーを目指して就職活動を再開した。その結果、大学を5年で卒業し、2008年4月1日付で、アナウンサーとして朝日放送（当時）へ入社。同期入社のアナウンサーに桂紗綾がいる。
朝日放送入社1年目の同年5月30日午後、ラジオの『ABC朝日ニュース』で「初鳴き」（番組デビュー）を果たした。翌2009年からは、テレビの新番組『NEWSゆう+』月 - 木曜サブキャスターへの起用（3月16日）を皮切りに、複数のテレビ・ラジオ番組にレギュラーで出演。ラジオの音楽番組『ABCミュージックパラダイス』『ミューパラ アグレッシブ』では、姓の頭文字（北）に「駆け出しアナウンサー」とのニュアンスを重ねる形で、“ペーペー”と呼ばれていた。
『ABCミュージックパラダイス』では、同年4月から金曜日の生放送を担当。6月30日には、19年続いた同番組の最終回を締めくくった。さらに、7月10日から2010年3月までは、後継番組の『ミューパラ アグレッシブ』でも初代のパーソナリティを務めた。
2009年6月からは、落語未経験でありながら、『NEWSゆう+』での企画として「第1回社会人落語初代日本一決定戦」（同年8月15日に大阪府池田市で開催）に「時うどん」で挑戦。予選で敗退したが、同年10月から半年にわたって『お笑いプレミアム・ボックス』（ラジオのナイターオフ番組）で初めて演芸番組を担当した。2010年4月からは、朝日放送入社後初の冠番組『北村真平のとっておき情報』（ラジオ）のパーソナリティを担当。2013年10月から2016年3月までは、三代澤康司（自身と同じく高座で落語を披露した経験を持つ先輩アナウンサー）と共に、演芸アーカイブ番組の『ラジオわろうてい』で案内役を務めた。
『NEWSゆう+』終了後の2011年10月以降は、2012年3月まで『北村真平のとっておき情報』を続ける一方で、テレビ番組の『おはよう朝日です』シリーズにリポーターとして出演。同年1月からは、ラジオ番組『上沼恵美子のこころ晴天』のレギュラー陣に加わった。
2014年4月2日からは、『ABCミュージックパラダイス』の終了以来4年9ヶ月振りに、朝日放送が月 - 木曜日の深夜に編成する自社制作のラジオ生放送番組『よなよな…』の水曜日にレギュラー出演。翌3日からは、『スタンダップ』（テレビ）の3代目MCに就任した。
2016年には、スポーツ実況の経験がないにもかかわらず、朝日放送のリポーターとしてリオデジャネイロオリンピックへ派遣。テレビ・ラジオの生放送番組に向けて、生中継や電話によるリポートを担当した。
2017年には、「ヨド物置」（淀川製鋼所）のラジオCM向けにナレーションを担当。このナレーションによって、2017年度のアノンシスト賞CM部門で最優秀賞を受賞した。CMは朝日放送時代に制作されたが、朝日放送テレビ（2018年4月1日付で朝日放送からテレビ放送・アナウンス管理などの部門を承継した新会社）のアナウンサーとしては、ラジオの全部門を通じて初めての受賞。（朝日放送テレビへの転籍者を含む）朝日放送のアナウンサーが最優秀賞を受賞した事例は、2009年度ラジオ・フリートーク部門での浦川泰幸以来である。
2018年4月8日からは、『よなよな…』水曜日や『上沼恵美子のこころ晴天』への出演を続けながら、朝日放送時代にリポーターやコーナーキャスターを歴任した『おはよう朝日土曜日です』の総合司会を務めている。
『よなよな…』では、番組開始から一貫して、近藤夏子とのコンビで水曜日のパーソナリティを担当。番組自体が2021年9月で終了してからも、後継番組として12年3ヶ月振りに放送を再開した『ABCミュージックパラダイス』（第2期）で、水曜日にパーソナリティを務めていた。「第2期」では、自身の名前（真平＝しんぺい）、（近畿広域圏では朝日放送テレビから流れている）『クレヨンしんちゃん』、番組の略称（『ミューパラ』）にちなんで、「ミューパラしんちゃん」とも呼ばれていた。しかし、朝日放送ラジオが「第2期」の放送を2024年9月で終了したことを機に、『よなよな…』の開始から水曜日で続けられていた深夜番組の担当を10年半振りに外れている。
2024年の時点では「アローン」（未婚）で、プライベートでは、後輩アナウンサーの古川昌希（3学年下）・福井治人（7学年下）と共に「アローンズ」と称して旅行を楽しんでいるという。ちなみに、好きなタイプの女性として、ローラや鈴木杏樹の名を挙げている。

## 現在の出演番組

### テレビ
- ABC NEWS（不定期で担当）
- おはよう朝日ですシリーズ
  - 平日版
    - 毎月最終週（「トレンドエクスプレス」枠内のロケ企画リポーター）：2011年10月28日 - 2013年3月
      - 2008年5月30日放送分の「新人アナウンサー紹介企画」で、朝日放送（旧法人）への入社後初めて、同期の桂と共にテレビ番組に登場していた。

    - 金曜日：2013年4月5日 - 2017年9月
      - 「人気mono サキヨミEnter!」のキャスター、「トレンドエクスプレス」のリポーター兼進行、「スポーツ&スポーツ」「芸能Now!」のナレーターを兼務していた。

    - 月曜日（「人気mono サキヨミEnter!」キャスター）：2015年2月 - 2015年9月
    - 木・金曜日サブキャスター：2018年1月11日 - 2018年3月9日

  - 土曜版（『おはよう朝日土曜日です』）
    - ニュース&スポーツキャスター：2015年4月 - 2017年9月
    - MC：2018年4月 -

  - 祝日版第2部（午前6・7時台）MC：2023年7月17日（海の日） -

### ラジオ
- 上沼恵美子のこころ晴天（2012年1月 - ）
- ノイミーステーション（2021年4月 - ）
- イベント倶楽部（毎週日曜日5:00 - 5:25、2019年10月 - ）
- ABCニュース
  - 『おはよう朝日です土曜日です』のMCを任されてからは、同番組の本番後に午前11時台（『征平・吉弥の土曜も全開!!』内）のニュースを担当することが多い。
- おはようパーソナリティ小縣裕介です（不定期）
  - 先輩アナウンサーでスポーツ担当を兼務している小縣裕介が休演する場合に、2022年7月26日（火曜日）放送分からパーソナリティ代理を随時担当。

### ポッドキャスト
- よな水リターンズ（2023年8月9日 - ）
  - 近藤夏子（シンガーソングライター）とのコンビでパーソナリティを務めていた「よな水」（『よなよな…』の水曜分）から派生した音声コンテンツで、最新の収録回を毎週水曜日に配信。
  - 朝日放送ラジオでは、『よなよな…』としてのレギュラー放送を終了してからも、「よな水」から派生した特別番組を『よな水リターンズ』の配信開始前から定期的に編成している（当該項で詳述）。

## 過去の出演番組

### テレビ
- 速報!甲子園への道（2008年 - 2009年）関西ローカルパートのリポーターとして週末に出演
- 全国高校野球選手権大会中継（2008年 - 2010年・2012年）「甲子園SUNSUNレポート」リポーター
- NEWSゆう+（2009年3月 - 2011年9月）月 - 木曜のサブキャスターとして、スポーツコーナーや取材リポートなどを担当。
- ミューパラ特区（2009年7月 - 12月24日）司会
- 見知らぬ関西新発見!みしらん（2013年1月 - 9月21日）
  - 「突撃みしらん」のリポーター陣に加わるかたわら、Facebook上の番組公式ページでの記事執筆を担当していた。
- キャスト（2018年1月 - 3月および2019年4 - 5月）
  - 2018年には、木曜日でニュースキャスターと「なんでやねん」（検証取材ロケコーナー）のリポーター兼スタジオ進行を担当。2019年には、水曜日で「なにわの仕事を学びまSHOW」（なにわ男子のメンバーによる職業体験ロケコーナー）の放送を開始した当初に、リポーターを務めるメンバーのサポート役としてロケVTRにのみ登場していた。
- キニナリーノ!（2011年10月 -  2018年3月）
- スタンダップ!（3代目MC、2014年4月 -  2018年3月）
  - 過去にも「ABC万博マラソン」などの朝日放送関連のイベント開催時に、不定期で出演した事がある。
- 恋に無駄口 第4話（2022年5月8日、ABC・テレビ朝日） - ファミリーレストランの店長役でテレビドラマに初出演[3]
- 熱闘甲子園（テレビ朝日との共同制作による全国高等学校野球選手権大会のダイジェスト番組）
  - 2022年に、試合ダイジェストのナレーションを同僚の藤崎健一郎・当時の同僚だったヒロド歩美（キャスターと兼務）などと分担。
- ガチ恋粘着獣 第4話（2023年4月30日）

### ラジオ
- おはようパーソナリティ道上洋三です
  - 『おはよう朝日です』に続いて、新人アナウンサー紹介で出演。2013年8月12日 - 16日放送分では、道上の夏季休暇期間と重なったことから、同僚アナウンサー（当時）の八塚彩美と共にパーソナリティ代理を務めた。2015年8月10日 - 14日放送分でも、同様の事情で、山崎好美と共にパーソナリティ代理を担当。
- ABCミュージックパラダイス
  - 第1期（2009年4月 - 7月3日）：最終パーソナリティ（金曜日担当）
  - 第2期（2021年9月30日 - 2024年9月25日）：パーソナリティ（水曜日担当）
    - 第1期・第2期を通じてレギュラーで出演していた唯一のパーソナリティで、第2期では『よなよな…』の水曜日から事実上続投。第1期の後継番組であった『ミューパラ アグレッシブ』でも、2009年7月10日から2010年4月2日まで初代のパーソナリティを務めた。
- ドッキリ!ハッキリ!三代澤康司です（2009年9月23日）
  - 夏季休暇中の乾麻梨子の代役として、リポーターを務めた。
- お笑いプレミアム・ボックス（2009年10月 - 2010年3月）
- 北村真平のとっておき情報（2010年4月 - 2012年3月）
- ラジオわろうてい（2013年10月 - 2016年3月）
  - 「下足番（席亭見習い）」という肩書で、「席亭」の三代澤と共に案内役を担当。
- よなよな… 水曜日アシスタント（2014年4月 - 2021年9月）
- 北村真平のちょびっと（2016年3月7日 - 3月9日）
- ほろ酔い朝日です（オープニングナレーション担当・2016年3月 - 2019年3月、2016年7月25日放送分にゲスト出演）
- 伊藤史隆のOn-site RADIO（不定期）
  - 2019年2月から、パーソナリティで先輩アナウンサーの伊藤史隆がスタジオへ登場できない（電話での出演にとどめる）場合に、番組のタイトルを変更せずにパーソナリティ代理を担当。
- 武田和歌子のぴたっと。（2020年1月14日）
  - インフルエンザに感染したアズマッチに代わって、生中継のリポーターを急遽担当。奇しくも、メインパーソナリティで先輩アナウンサーの武田和歌子も同様の理由でこの日まで休演を余儀なくされていたため、同期入社の桂紗綾が武田の代役を務めた。
- 田淵麻里奈の夜あそびはココから（2020年4月22日・23日）
  - パーソナリティの田淵麻里奈が体調不良で休演したことに伴って、パーソナリティ代理を担当。22日は水曜日であったことから、本番（21:05 - 21:50）を終えてから通常どおり『よなよな…』へ出演した。

## 映画
- クレヨンしんちゃん 襲来!!宇宙人シリリ（2017年） - 宇宙人 役（声の出演）[4]